# توكوما سوزوكي
توكوما سوزوكي (باليابانية: 鈴木 徳真) (مواليد 12 مارس 1997) هو لاعب كرة قدم ياباني.

## وصلات خارجية
- توكوما سوزوكي على موقع رابطة كرة القدم اليابانية للمحترفين (اليابانية)
- توكوما سوزوكي على موقع إي إس بي إن إف سي (الإنجليزية)
- توكوما سوزوكي على موقع قاعدة بيانات كرة القدم.إي يو (الإنجليزية)
- توكوما سوزوكي على موقع Soccerbase.com (لاعب) (الإنجليزية)
- توكوما سوزوكي على موقع Soccerway.com (الإنجليزية)
- توكوما سوزوكي على موقع عالم كرة القدم.نت (الإنجليزية)